# Halálvágta
A Halálvágta egy 1985-ös brit kalandfilm, mely a tizennegyedik James Bond-film. Roger Moore hetedszer és utoljára alakította Bondot, ezzel ő játszotta el eddig a legtöbb alkalommal a titkos ügynököt. Vele együtt utoljára volt látható Bond-filmben a kezdettől Miss Moneypenny-t alakító Lois Maxwell, aki Moore-ral együtt öregedett ki a szerepéből. Bond ellenfelét pedig az Oscar-díjas Christopher Walken alakítja.

## Cselekmény
|  | Alább a cselekmény részletei következnek! |

Bond Szibériában egy titkos mikrochipre bukkan, amely tisztázatlan módon került az oroszokhoz. Ennek kapcsán kezd nyomozásba, elsőként a chipet gyártó cég, a Zorin Vállalat tulajdonosának, Max Zorinnak (Christopher Walken) a háza táján néz körül.
Zorin szenvedélyesen kedveli a lóversenyt, saját istállójának lovai is sorra nyernek. Bondnak már egy londoni versenyen gyanús lesz az ügy és miután magát istállótulajdonosnak kiadva sikerül egy kollégájával bejutnia Zorin rezidenciájára Franciaországban, ahol megismeri Scarpine-t, Zorin biztonsági főnökét, és tenyésztési szakértőjét,  Dr. Karl Mortnert. Itt aztán meglepő felfedezést tesz: a lovak lábába is chipet ültetnek, amelynek segítségével doppingszert lehet a ló szervezetébe adagolni távirányító segítségével. Nemsokára azonban lebuknak, társával Zorin szeretője May Day egy autómosóban végez, de Bondnak sikerül megmenekülnie.
Kiderül, hogy Zorin a KGB ügynöke is volt, miután a 007-es ügynök feltételezett halálát követően megjelenik nála Gogol tábornok és számon kéri a mágnás tettét. Ugyanakkor Zorin nem engedelmeskedik egykori felettesének sem. Az is rövidesen kiderül, hogy Zorinnak grandiózusabb tervei is vannak a lóversenynél: kizárólagos monopóliumot akar szerezni a mikrochip piacon, ezért egy mesterséges földrengéssel el akarja pusztítani a konkurenciának számító Szilícium-völgyet San Francisco mellett.
Ide utazik Bond is, ahol újságírónak adja ki magát. Chuck Lee CIA ügynöktől megtudja, hogy Zorin feltehetően egy biológiai kísérlet eredménye, amit még Dr. Mortner vezényelt le, miután az eredetileg német doktor még más néven a világháborús lágerekben embereken kísérletezett. A városházán összefut Stacey Sutton geológussal, akivel még Zorin kastélyában a fogadáson találkozott. Eleinte neki sem mondja el az igazat ügynöki kilétéről, viszont szemmel láthatóan a mágnás gorillái nagyon is a hölgy sarkában vannak édesapja volt cégbirodalmának felvásárlása ügyében. James megvédi a korántsem gyenge nőt. A bunyót követően másnap földrengés rázza meg Stacey házának környékét. A rengés epicentruma egyértelműen Zorin olajvezetékeinek környékéről származik, amit Stacey roppant veszélyesnek ítél meg. Felfedezését felettesével is közli, ám az menten kirúgja. Este a brit ügynök társaságában visszatér a hivatalba bizonyítékok után kutatni. Meg is találja, ám Zorin ekkor rajtuk üt. Előbb megölte a geológusnő főnökét majd rájuk gyújtotta az épületet, ahonnan kalandos úton jutottak ki. Mivel a rendőrség Jamest vádolja Stacey főnökének meggyilkolásával, ezért menekülőre fogják mindketten egy tűzoltókocsi fedélzetén. Itt James felfedi igazi kilétét női társának.
Elutaznak az Fő Csapás ezüstbányába, ahol Zorin rettenetes tervének megvalósításához tömérdek robbanószert halmozott fel. Ezt a mennyiséget pontos időben felrobbantva nemcsak, hogy pusztító földrengést, de még árapállyal sújtott árvizet is előidézne a Szilícium-völgyben, ahol minden egy szempillantás alatt elpusztulna, százezrek életét kioltva ezzel. Bejutva a tárnába Bond és Stacey hamar lelepleződik és a vályatok irányába menekülnek el. Zorin May Dayt küldi utánuk, de nem sokkal később berobbantja az alagutakat, megölve ezzel a saját embereit is. Stacey egy szellőzőaknán keresztül kimenekül, ám Bond és May Dayt elragadja a járatokba betörő víz. Elhatározzák, hogy a bombát felhozzák a robbanóanyagokkal kibélelt tárnából és kiviszik a bányából, mert nem lehet hatástalanítani. Ez nagy nehezen sikerül is: May Day feláldozza önmagát a cél érdekében.
Zorin kis híján idegösszeomlást kap tervének kudarca láttán. A menekülő Staceyt léghajójával elrabolja, de a ballon vezérkötelébe kapaszkodva Bond is velük lóg a szédítő magasságokban. A pszichopata mágnás előbb a Transamerica Pyramid épületének csúcsának, majd a Golden Gate híd egyik pillérének vezetve próbálja a 007-est megölni. A hídnál azonban Bond kiköti a kezében lévő kötelet, így Zorin léghajója megakad. Kezdetét veszi a végső harc a Golden Gate tartóláncán, aminek végén Zorin lezuhan az öbölbe. "Apja", Dr. Mortner ezt egy dinamitköteggel akarja megbosszulni, ám az végül a léghajót robbantja fel vele és Scarpine-nel együtt.
Tettéért Bondot Gogol tábornok Lenin-rendben kívánja részesíteni, hiszen a Szilícium-völgy megsemmisítése bizony a Szovjetúnió számára is fájó veszteség lett volna. Ám a 007-esnek nyoma veszett. "Q" (Desmond Llewelyn) bukkan rá robotkutyája segítségével, aki még mindig Stacey villájában vendégeskedik. Pontosabban a zuhanyzó alatt kettesben "keresik a szappant"...

## Szereplők
| Szereplő                           | Színész            | Magyar hang               | Magyar hang               |
| Szereplő                           | Színész            | 1. magyar változat (1992) | 2. magyar változat (2001) |
| ---------------------------------- | ------------------ | ------------------------- | ------------------------- |
| James Bond                         | Roger Moore        | Láng József               | Láng József               |
| Max Zorin                          | Christopher Walken | Csankó Zoltán             | Rába Roland               |
| Stacey Sutton                      | Tanya Roberts      | Kisfalvi Krisztina        | Timkó Eszter              |
| May Day                            | Grace Jones        | Fehér Anna                | Tallós Rita               |
| Sir Godfrey Tibbett                | Patrick Macnee     | Tolnai Miklós             | Versényi László           |
| Scarpine                           | Patrick Bauchau    | Áron László               | Rosta Sándor              |
| Chuck Lee                          | David Yip          | Lippai László             | Welker Gábor              |
| Pola Ivanova                       | Fiona Fullerton    | ?                         | Orosz Anna                |
| Bob Conley                         | Manning Redwood    | Varga Tamás               | Orosz István              |
| Jenny Flex                         | Alison Doody       | Andresz Kati              | ?                         |
| Dr. Carl Mortner                   | Willoughby Gray    | Gruber Hugó               | Kun Vilmos                |
| Q                                  | Desmond Llewelyn   | Makay Sándor              | Makay Sándor              |
| M                                  | Robert Brown       | Izsóf Vilmos              | Izsóf Vilmos              |
| Miss Moneypenny                    | Lois Maxwell       | Némedi Mari               | Bókai Mária               |
| Anatol Gogol tábornok              | Walter Gotell      | Simon György              | Breyer László             |
| Sir Frederick Gray hadügyminiszter | Geoffrey Keen      | Kenderesi Tibor           | Gruber Hugó               |
| Aubergine                          | Jean Rougerie      | Kisfalussy Bálint         | Varga Tamás               |
| W.G. Howe                          | Daniel Benzali     | Versényi László           | Dobránszky Zoltán         |

Zorin szerepére eredetileg David Bowie-t szemelték ki, de ő ezt azzal utasította vissza, hogy „nem szeretném, hogy a kaszkadőrjeim mindenféle szakadékokba zuhanjanak”. Ezután még Ringo Starrt is megkörnyékezték, de neki szintén nem volt kedve hozzá, utána következett csak Christopher Walken.